# Айван Райтман
Айван Рейтман (англ. Ivan Reitman; 27 жовтня 1946, Комарно, Чехословаччина — 12 лютого 2022, Монтесіто, Санта-Барбара, Каліфорнія, США — канадський продюсер і кінорежисер. Здобув популярність завдяки своїм комедіям 1980-х і 1990-х років.

## Біографія
Народився 27 жовтня 1946 року в Комарно, Чехословаччина, в єврейській родині.
Під час війни його мати перебувала в концтаборі Освенцим. У 1950 році родина Райтманів емігрувала до Канади.
Перший короткометражний фільм «Orientation», був знятий в 1968 році, через три роки на екрани вийшов і його дебютний повнометражний художній фільм, «Руда леді» (англ. Foxy Lady).
У 1976 році одружився з Женев'євою Робер, їхній шлюб тривав до кінця його життя, є троє спільних дітей: Джейсон (нар. 1977), Кетрін (нар. 1981) та Керолайн (нар. 1988).
Має іменну зірку на Алеї слави в Голлівуді на 7024 Голлівудський б-р.